# 吴云东
吴云东（1957年5月—），江苏溧阳人，理论有机化学家，中国科学院院士，北京大学教授。曾任北京大学深圳研究生院院长。

## 生平
1957年5月出生在江苏。1981年毕业于兰州大学化学系。之後留學美国匹兹堡大学化学系，师从Kendall N. Houk教授，於1986年取得該系博士学位。主要从事理论计算化学研究，专注于化学反应机理，多肽等生物分子结构研究。
返國後，先是在香港科技大学化学系擔任讲座教授，因千人计划的原因而全职回归北京大学，曾任北京大学理论与计算化学研究所所长，重庆大学文理学部主任，北京大学深圳研究生院院长。